# 石井公成
石井 公成（いしい こうせい、1950年 - ）は、日本の仏教学者。学位は、博士（文学）（早稲田大学・乙種〈論文博士〉・1994年）。駒澤大学名誉教授。専門はアジア諸国の仏教と周辺文化。華厳宗・地論宗・禅宗・『大乗起信論』・聖徳太子などを柱として、インド・中国・韓国・日本・ベトナムなどにおける仏教教理について研究するほか、アジア諸国の文学におよぼした仏教の影響、近代アジア諸国のナショナリズムと仏教の関係、音楽・芸能・酒・遊び（冗談・言葉遊び・悪ふざけ）と仏教の関係、N-gramに基づくNGSMシステムを用いたコンピュータ処理による著者判定その他について研究。コンピュータを利用した仏教典籍研究の第一人者。

## 経歴

### 学歴
1950年、東京都立川市に生まれる。東京都立立川高等学校を卒業後、浪人生を経て早稲田大学に進学。東京大学から出講していた平川彰に師事し、同大学院文学研究科東洋哲学専攻に進学。1985年に同博士後期課程単位取得。1994年6月『華厳教学史の研究』で博士（文学）

### 職歴
1985年に早稲田大学助手となり、1988年には同大第二文学部の非常勤講師、次いで1991年に第一文学部の非常勤講師に。1994年に駒澤短期大学仏教科に転じて助教授となり、翌々年に教授に昇任。2006年に駒澤大学仏教学部に転科。その後、仏教学部長に就任し、2021年に定年退任、名誉教授に。

### コンピュータ利用仏教典籍研究
電子化が始められた頃からそうした事業に参加するとともに、コンピュータを活用した研究をするようになり、N-gramが人文学で用いられるようになると、便利な検索システムNGSMを漢字文献情報処理研究会の仲間たちで開発し、三経義疏や『大乗起信論』を初めとする仏教文献の分析研究を開始、結果から文献の成立系統を探る新たな手法を導入した。
大正新脩大蔵経テキストデータベースの委員や、漢字文献情報処理研究会の監事も務めた。

## 出演
- 宗教の時間「聖徳太子の実像を探る」（出演：石井公成。きき手：金光寿郎。2016年8月7日放送、NHKラジオ第２）[9]
- トーキング ウィズ 松尾堂「ものまねからニッポンの芸能をひもとく」（ゲスト：柳家喬太郎、石井公成。司会：松尾貴史、加藤紀子。2017年9月3日放送、NHK-FM）[10]

## 著書

### 博士論文
- 『華厳教学史の研究』（博士（文学）、乙種〈論文博士〉、早稲田大学、1994年）

→『華厳思想の研究』（春秋社、1996年）

### 単著
- 『聖徳太子－実像と伝説の間－』（春秋社、2016年）
- 『<ものまね>の歴史－仏教・笑い・芸能－』 （吉川弘文館：歴史文化ライブラリー、2017年）
- 『東アジア仏教史』（岩波書店：岩波新書 、2019年）
- 『恋する仏教－アジア諸国の文学を育てた教え』（集英社新書、2025年）

### 共著
- 『蔵外地論宗文献集成』（青木隆・方広錩・池田将則・山口弘江との共著、図書出版CIR（ソウル）、2012年）
- 『教えを信じ、教えを笑う』（村田みおとの共著、臨川書店、 2020年）

### 編著
- 『新アジア仏教史10 朝鮮半島・ベトナム 漢字文化圏への広がり』（佼成出版社、2010年）

### 共編
- 『新アジア仏教史05 中央アジア』（奈良康明との共編、佼成出版社、2010年）

### 監修
- 『近代の仏教思想と日本主義』（近藤俊太郎、名和達宣編、法藏館 、2020年）

### 論文
- Reserachmap>石井公成
- CiNii>石井公成
- INBUDS>石井公成